# وو (بتهوون)
وو (به آلمانی: WoO) یک کوته‌نوشت از نوعِ سرواژه که برای شماره‌گذاریِ برخی آثارِ بدون شمارهٔ «اُپوسِ» لودویگ فان بتهوون به‌کار می‌رود.
برای مثال، در استفاده از «وو» یا WoO، مشخصاتِ اثرِ معروفِ برای الیزه را به آلمانی به این شکل می‌نویسند:
WoO 59: Für Elise Klavierstück in a-Moll
به انگلیسی:

WoO 59: Für Elise Bagatelle (Poco moto) in A minor
و به فارسی:

وو ۵۹: باگاتِلِ برای الیزه، اندکی جنبش، در لا مینور

## تاریخچه
«وو» را با نام «فهرستِ کینسکی-هالم» (به انگلیسی: Kinsky–Halm Catalogue) نیز می‌خوانند. این فهرست را دو موسیقی‌شناس به نام‌های گئورگ کینسکی و هانس هالم ترتیب دادند و در سال ۱۹۵۵ منتشر کردند. این فهرست، آثارِ ناقصِ بتهوون را نیز دربرمی‌گیرد.
گاهی از اختصارِ «وو»، به‌عنوان اصطلاحی تعمیم‌یافته، برای اشاره به آثار بدون شمارهٔ اپوسِ آهنگسازان دیگر، مانند موتزیو کلِمِنتی (۱۷۵۲–۱۸۳۲)، روبرت شومان (۱۸۱۰–۱۸۵۶)، یواخیم راف (۱۸۲۲–۱۸۸۲)، و یوهانِس برامس (۱۸۳۳–۱۸۹۷) نیز استفاده می‌شود.